# 中垣紀子
中垣 紀子（なかがき のりこ）は、日本の看護学者（小児看護学）。学位は博士（医学）（昭和大学・2003年）。
昭和大学医療短期大学講師、群馬パース学園短期大学看護学科教授、日本赤十字豊田看護大学看護学部教授、静岡県立大学看護学部教授、静岡県立大学大学院看護学研究科研究科長などを歴任した。

## 概要
昭和大学医療短期大学や群馬パース学園短期大学にて教鞭をとった。2003年昭和大学より博士（医学）を授与された。論文の名前は 「生活習慣と医療費との関連に関する研究」。以降、群馬パース学園短期大学、日本赤十字豊田看護大学、静岡県立大学にて教授となった。静岡県立大学では、大学院の看護学研究科の研究科長など、要職を歴任した。その後、静岡県立大学の看護学部で特任教授を務めた。2016年3月31日、静岡県立大学の看護学部の特任教授を退任した。

## 研究
研究のひとつとして有名なのは、日本赤十字社の活動をまとめたものである。特に、第一次世界大戦にて戦場となり荒廃した世紀末国家ポーランドにおいて、その戦災孤児を助けるため活動した日本赤十字社に光をあてた研究が知られている（http://db.u-shizuoka-ken.ac.jp/show/prof418.html）。

## 略歴
- 1990年 - 日本大学文理学部卒業。
- 1997年 - 昭和大学医療短期大学講師。
- 2002年 - 群馬パース学園短期大学助教授。
- 2003年 - 昭和大学大学院医学研究科特別研究生修了。
- 2003年 - 群馬パース学園短期大学教授。
- 2004年 - 日本赤十字豊田看護大学教授。
- 2010年 - 静岡県立大学看護学部教授。